# 永宁镇 (焉耆县)
永宁镇，是中华人民共和国新疆维吾尔自治区巴音郭楞蒙古自治州焉耆回族自治县下辖的一个乡镇级行政单位。

## 行政区划
永宁镇下辖以下地区：
南河路社区、永新路社区、下岔河村、马莲滩村、新户村、九号渠村、黑疙瘩村、新居户村、上岔河村和西大渠村。